# Robert Zabica
Robert Zabica (Spearwood, 9 de abril de 1964) é um ex-futebolista australiano que atuou como goleiro.
Iniciou sua carreira em 1982, no Cockburn United (atual Cockburn City), que alternou outros nomes (Spearwood Dalmatinac e Stirling Macedonia) durante as passagens do jogador pela equipe. Foi no Adelaide City, onde atuou entre 1988 e 1994, que Zabica fez sucesso, jogando 195 partidas e conquistando o bicampeonato australiano em 1991-92 e 1993-94.
Teve passagens ainda por Perth Glory, Bayswater City Panthers, Inglewood United e Fremantle City, onde parou de jogar profissionalmente em 2002. O goleiro teve ainda uma curta passagem no futebol inglês, defendendo o Bradford City em 3 jogos.

## Seleção Australiana
Zabica entrou em campo 28 vezes pela Seleção Australiana de Futebol, entre 1990 e 1994. 
Em sua carreira internacional, ficou lembrado ao participar da repescagem intercontinental entre Austrália e Argentina - os Albicelestes, novamente com Diego Maradona em campo, tiveram dificuldades para vencer os Socceroos por 1 a 0, depois que o zagueiro Alex Tobin mandou para seu próprio gol ao tentar desviar um cruzamento de Gabriel Batistuta e encobriu Zabica, que não voltaria a ser convocado desde então.

## Títulos
- Campeonato Australiano: 2 (1991-92, 1993-94)

## Links
- Perfil em OzFootball